# Marina Shimanskaya
Marina Mechislávovna Shimánskaya (en ruso: Марина Мечиславовна Шиманская) (1955- ), más conocida como  Marina Shimánskaya (en ruso, Марина Шиманская), es una actriz de teatro, cine y televisión, directora teatral, pedagoga y profesora de teatro rusa afincada en  el País Vasco, España.
Marina Shimánskaya es una actriz, directora y profesora de teatro rusa con un amplio curriculum profesional tanto en teatro como en cine. Con más de una veintena grandes de producciones teatrales y compañías teatrales como el Teatro Sovreménnik de Moscú, el Teatro Hermitage de Moscú o Chiot Nechet y la participación en quince largometrajes y varias series de televisión, como Goenkale (EITB Media), The Crown (Netflix) o Ne dozhdyotes (Premier).
Ha desarrollado su labor docente en varias escuelas de teatro europeas distinguiéndose por el desarrollo del Sistema Stanislavski y del método ruso (metodología Stanislavsky-Vajtángov-M.Chéjov-Meyerhold). Es directora de la Escuela de Arte Dramático Ánima Eskola. En el año 2010 recibió el Premio Ercilla a la labor teatral.

## Biografía
Marina Shimánskaya nació el 27 de octubre de 1955 en la ciudad de Sarátov a orillas del Volga en Rusia, entonces Unión Soviética. Su padre, Mechislav Iósifovich Shimanski, estuvo preso durante 6 años en el campo de trabajos forzados de Sarátov acusado de ser "enemigo" de la URSS por ser su madre de origen alemán y descendientes de aristócratas polacos con propiedades familiares cerca de Zhitómir  en Ucrania. La madre era enfermera del hospital de la prisión de Sarátov donde se conocieron. Marina siempre se acordaba de él, e intentaba mejorar constantemente para que se sintiera orgulloso de ella.
Con 18 años se trasladó, junto a otra amiga, a Moscú, donde se hallaban los principales centros de enseñanza dramática del país. En Moscú había cuatro escuelas de arte dramático y el nivel artístico y la competencia eran muy altas. Logró entrar en Instituto Estatal de Arte Teatral de Rusia y consiguió una beca para realizar la carrera de arte dramático en la Universidad de Teatro de Moscú (GITIS). Se graduó del Instituto Ruso de Arte Teatral (GITIS).

## Trayectoria

### 1973-1992
El debut de Marina Shimánskaya en el cine tuvo lugar en 1977 interpretando a Lydia Nikoláievna en la película "Cuando me convierta en un gigante" (Когда я стану великаном). Ya después de los primeros papeles de la película, en 1981, apareció en la portada de la revista Pantalla Soviética (Sovietski Ekrán). Recibió gran fama después del estreno de la película "Cuidar a las mujeres" (Берегите женщин) en 1981. 
Marina Shimánskaya trabajó en las mejores compañías de Rusia, protagonizó más de quince largometrajes, varias teleseries y una veintena de obras teatrales, además de realizar giras por Europa y Estados Unidos. En su país llegó a ser (y sigue siendo) una estrella de cine y teatro.

Creo sinceramente que Marina Shimánskaya está entre las dos o tres personas que en España mejor conocen el Método Stanislavski; y que están más al día en técnica teatral (Mijaíl Chéjov, Meyerhold, Vajtángov), tanto para la dirección como para la actuación. Además, su experiencia cinematográfica es también notable, habiendo obtenido diferentes premios nacionales e internacionales.

Recomiendo a todos estudiar con Marina dado su rigor pedagógico, profesional y personal, y su talento artístico.» Enrique Gastón, Escritor, dramaturgo; Catedrático de Sociología de la Universidad de Zaragoza.

Trabajó en el Teatro Hermitage de Moscú entre los años 1984 y 1991. La temporada 1991-1992 amplió su formación bajo la dirección de Oleg Tabakov.
En 1981 conoció al actor Algis Arlauskas durante el rodaje de la película  "Tomar el cuidado de las mujeres", con quien se casó y tuvo dos hijos, la directora de cine Olga Arlauskas en 1981, y Alejandro Arlauskas en 1990, divorciándose en el año 2016.  
Residente desde 1992 en Bilbao, a donde llegó casualmente a realizar un trabajo documental (la serie Vivir y morir en Rusia) en compañía de su marido, Algis Arlauskas, descendiente de una "niña de la guerra" (niños evacuados a la Unión Soviética durante la guerra civil española).

### 1992-presente
Desde el año 1992 Shimánskaya trabaja en Europa. Es actriz, directora de escena y profesora de arte dramático con amplia y contrastada experiencia. Aprendió castellano para poder leer las obras de Lorca, y es una fiel seguidora de toda su obra.
En España ha participado en varios proyectos teatrales, dirigiendo obras de Tolstói, Chéjov, Bulgákov, Lorca y Mayorga. Ha actuado en la película de Michel Gaztambide “Hombre sin hombre”, en el mediometraje de Algis Arlauskas “Laugarren mundua” y en la teleserie del canal de la televisión vasca ETB1 “Goenkale”. En 2009, protagonizó el largometraje “El Vencedor” de la Televisión Rusa. 
En el año 2009 funda junto a su marido la Escuela de Arte Dramático Ánima Eskola donde participa dando clases. Además, ha impartido clases de Interpretación en la Universidad de Zaragoza, Universidad de Navarra y Escuela Juan de Antxieta de Bilbao.
Shimánskaya es experta en el sistema Stanislavski y en el método de actuación ruso y se distingue por su estudio y desarrollo junto con los sistemas de Yevgueni Vajtángov, Mijaíl Chéjov y Vsévolod Meyerhold (impulsor de la biomecánica teatral) (método ruso) (también con alguna inflcuencia de Jerzy Grotowski), siguiendo las metodologías de la escuela clásica rusa (metodología Stanislavsky-Vajtángov-M.Chéjov-Meyerhold).
Como profesora de interpretación, Shimanskaya es considerada bastante dura y estricta, aunque la propia Shimanskaya declara que "ella es un cacho de pan en comparación con los que la enseñaron a ella" en el Instituto Ruso de Arte Teatral (GITIS), donde el nivel de severidad por parte de los profesores era muy grande (sus profesores del GITIS eran alumnos directos de Konstantin Stanislavski y Mijaíl Chéjov).
En 2010 recibió el Premio Ercilla a la Mejor Labor Teatral.
Como profesora de interpretación, por las manos de Shimanskaya han pasado cientos de actores y actrices conocidos que ha formado siguiendo la metodología clásica rusa, entre otros, Aitor Luna, Galder Pérez, Guillermo Altair, Richard Sahagún, David Valdelvira, Larraitz García, Txema Perez, Borja Uribesalgo, Xabi Ortuzar, Samuel Gibert, Iratxe Hernández, Ane Pikaza, Yannick Vergara, Yeray Vázquez, Sandra Tejero, Estela Celdrán, Ander Barinaga-Rementeria, Koldo Olabarri, Ainhoa Artetxe, Julen Jiménez, Nahikari Rodríguez, Nerea Elizalde, Carmen Climent, Erika Rodríguez, Andoni Polo, Andrea Monrocle, Lorea Lyons, Ane Inés Landeta, Miren Galán, Eriz Cerezo, Ander Rovira, Josu Iriarte, Egoitz Lucena...
En el año 2022 Shimanskaya se unió al elenco de la aclamada serie británica The Crown (Netflix), interpretando el papel de Naina Yeltsina, primera dama de Rusia, con Anatoliy Kotenyov en el papel de Boris Yeltsin, Imelda Staunton como Isabel II y Jonathan Pryce como Felipe de Edimburgo.
En el año 2023 Shimanskaya se unió al reparto de la serie No esperarás, You Can't Wait (Ne dozhdyotes), en el papel de Raisa (Раиса), una serie de comedia que transcurre en un asilo de ancianos, producida por la plataforma de streaming rusa Premier, junto con Yevgeniya Simonova, Svetlana Nemolyaeva y Tamara Syomina entre otros miembros del reparto.

## Filmografía

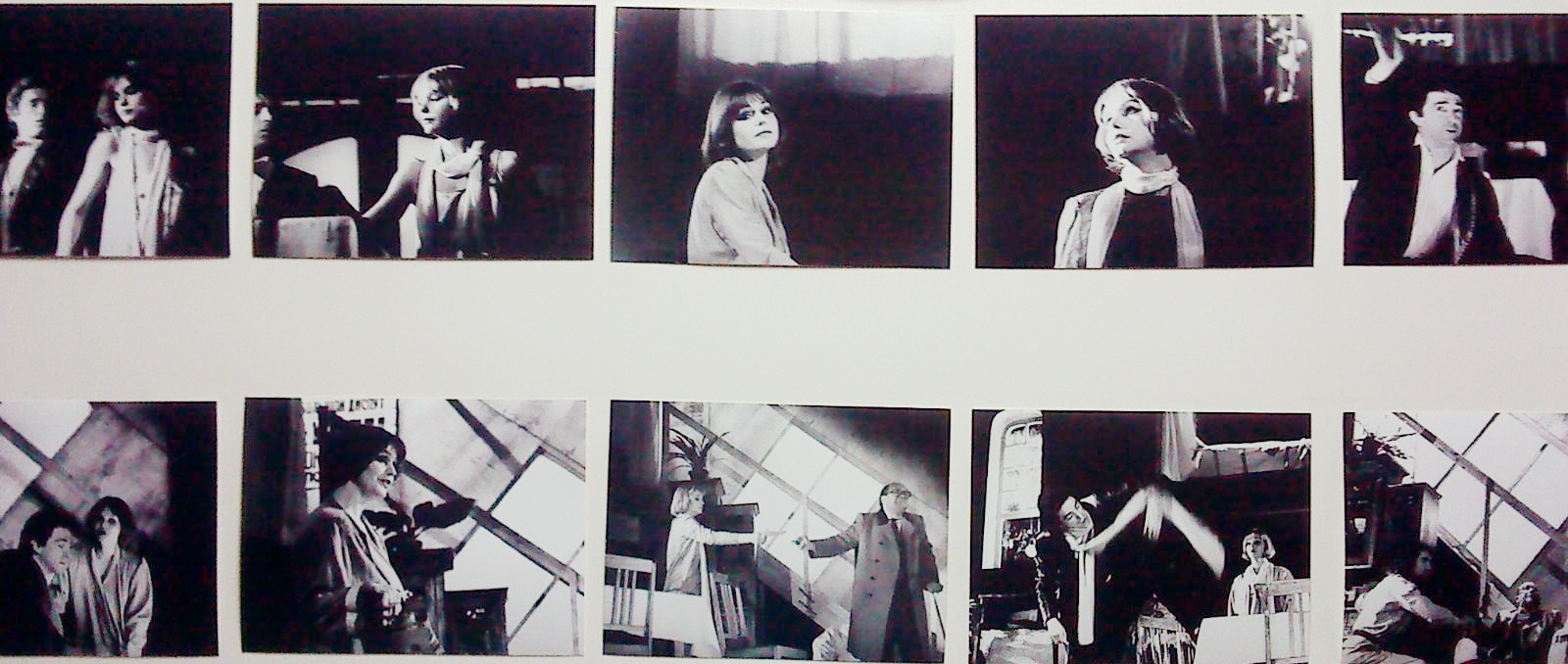
Composición de fotos de Marina Shimánskaya en la obra El mendigo o La muerte de Zand de Yuri Olesha en la que actuó, entre 1984 y 1994, en el Teatro Hermitage de Moscú junto a Víktor Gvorditski.

### Televisión
- 2023, No esperarás, You Can't Wait (Ne dozhdyotes) (6 episodios)[17][18]
- 2022, The Crown, Netflix (episodio Ipátiev House, personaje Naina Yeltsina)[1]
- 2010, Goenkale, Euskal Telebista

### Teatro
- "Buenos días, señor de Maupassat (Здравствуйте, господин де Мопассан)"
- "Sombrero de paja (Соломенная шляпка)"
- "El lúgano y el erizo (Чиж и еж)"
- "El mendigo o La muerte de Zand (Нищий, или Смерть Занда)"
- "Hasta aquí, todo OK (Пока все о кей)"

### Cine

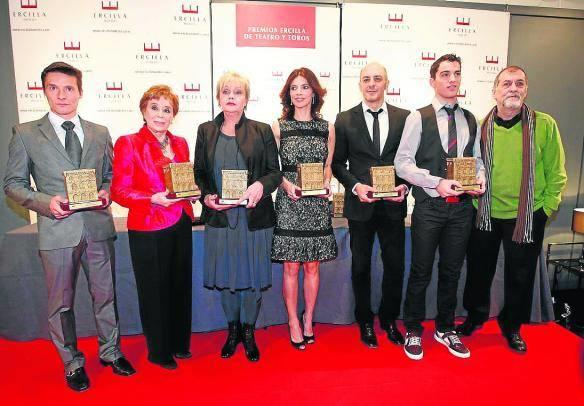
Premios Ercilla (2010). De izquierda a derecha: Diego Urdiales, Julia Trujillo, Marina Shimánskaya, Maribel Verdú, Roberto Álamo, Rubén de Eguía y Ramón Barea.

- 1978 - Cuando me convierta en un gigante - Lidiya Nikoláievna (Когда я стану великаном — Лидия Николаевна) de Inna Tumanyán.
- 1979 - Diapasón (Камертон)
- 1979 - El déficit en Mazáiev - Kira, la poeta (Дефицит на Мазаева - Кира, поэтесса)
- 1980 - Un escuadrón de húsares volátiles - Catherine (Эскадрон гусар летучих — Катрин)
- 1981 - La mañana es más sabia que la noche - Susanna Jólodova, enfermera (Утро вечера мудренее - Сусанна Холодова, медсестра)
- 1981 - Tenga cuidado de las mujeres - Liuba, el capitán del remolcador (Берегите женщин — Люба, капитан буксира)
- 1982 - El 34º rápido - Raya / novia (34-й скорый — Рая / невеста)
- 1982 - A los padres no se los elige - Masha (Родителей не выбирают — Маша)
- 1982 - La visita cultural al teatro - Anya  (Культпоход в театр — Аня)
- 1983 - El amante cómico, o Los amoríos de Sir John Falstaff - vizcondesa Mrs. Pei (Комический любовник, или Любовные затеи сэра Джона Фальстафа — Виконтесса миссис Пэй)
- 1984 - Desfile de los Planetas - la amiga de Afonin (Парад планет — подруга Афонина)
- 1984 - Zhenya Feliz! (Счастливая, Женька!)
- 1984 - La esposa de otro y el marido bajo la cama  - Glafira Petrovna(Чужая жена и муж под кроватью — Глафира Петровна)
- 1984 - El límite de lo posible (Предел возможного)
- 1984 - Este canalla Sídorov (Этот негодяй Сидоров)
- 1986 - Cerca de ti - Sasha (Рядом с вами — Саша) de Nikolái Maletsky (TV movie).
- 1988 - El paseo marítimo (Приморский бульвар) de Aleksandr Polýnnikov (TV movie)
- 1994 - Un artista auténtico, un verdadero artista, un asesino real (TV drama) (Подлинный художник, истинный артист, настоящий убийца (телеспектакль))
- 2004 - Hombre sin hombre de Michel Gaztambide (cortometraje).[19][20]
- 2009 - El vencedor (Победитель) de Algis Arlauskas.
- 2011 - Peleas, dir. Algis Arlauskas (Natalya Sedova).
- 2012 - Fuera, dir. Olga Arlauskas (voz).

## Premios y nominaciones
- Premio Ercilla 2010 a la Mejor Labor Teatral.[14][15]